# Alphonse Bongnaim
Alphonse Bongnaim (22 de agosto de 1985) é um futebolista vanuatuense que atua pela defesa. Atualmente joga pelo Amicale.

## Carreira internacional
Alphonse jogou sua primeira partida internacional por Vanuatu em 13 de julho de 2011, num amistoso contra as Fiji, em que perderam por 2 a 0.